# Air Ministry

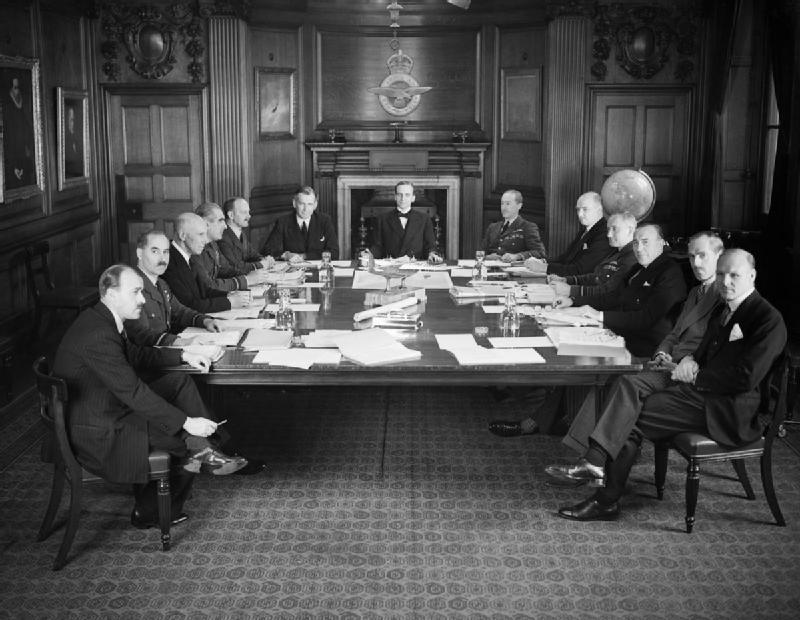
Sammanträde i styrelsen Air Council under 1940.

Air Ministry (Flygministeriet) var det department i Storbritannien som fram till bildande av försvarsministeriet 1964 ansvarade för dess kungliga flygvapen.
Air Ministry hade sitt ursprung i Air Committee som skapades mellan Admiralty och War Office och vars representanter kom från dessa två ministerier. Kommittén hade en rådgivande funktion men beslut i frågorna togs av Admirality Board och Imperial General Staff vilket gjorde kommittén ineffektiv. 1916 skapades istället Joint War Air Committee för att råda bot på de stora problemen som fanns i att få ett effektivt flygvapen men även denna organisation förmådde inte lösa problemen. 1916 följde Air Board som hade högre status och som kritiserade hur man hanterade flyget. Problemen med tyska flyganfall under första världskriget tryckte på för att lösa frågan. 1917 presenterades så idén om ett tredje vapenslag bredvid de traditionella Royal Navy och British Army - Royal Air Force och med det också ett nytt ministerium - Air Ministry som grundades 1918.